# HLSL2GLSL
HLSL2GLSL es una herramienta de línea de comando que traduce los shaders en High Level Shader Language (HLSL) de DirectX 9 hacia OpenGL Shading Language (GLSL). HLSL2GLSL fue lanzado por ATI Technologies bajo la licencia BSD.